# 牧之田好美
牧之田 好美（まきのだ よしみ、1984年12月12日 - ）は、日本のタレント、モデル。シンフォニア所属。

## 来歴
兵庫県の私立高校を卒業。
スカウトされ、2008年にシンフォニアに所属。

## 人物
- 趣味は、料理・ネイルアート
- 特技は、服のリメイク

## 出演

### 情報・バラエティ
- DRESS（毎日放送）
- VERITa（毎日放送）

### 雑誌
- BLENDA

### モデル
- BLanCHe カットモデル
- ホンコンマダム
- inProve カットモデル
- KATHARINE HAMNETT